# Chiesa di Santa Maria Assunta e San Giorgio
La chiesa di Santa Maria Assunta e San Giorgio è un luogo di culto cattolico situato nel comune di Badalucco, in piazza Duomo, in provincia di Imperia. La chiesa è sede della parrocchia omonima del vicariato di Levante e Valle Argentina della diocesi di Ventimiglia-San Remo.

## Storia e descrizione

Il campanile

La chiesa parrocchiale fu costruita in stile barocco dal 1683 al 1691; l'edificio fu ulteriormente modificato nel 1834. L'elegante facciata è a due ordini di colonne sovrapposte su alto plinto ed erme.
L'interno della struttura è composta da un'unica grande aula a pianta ellittica e conserva una scultura lignea di Anton Maria Maragliano raffigurante la Madonna ed un gruppo di angeli della scuola del Bernini.
Sono inoltre conservate diverse opere pittoriche databili dal XVII al XVIII secolo, quali un pregiato dipinto di Francesco Maria Narice del 1756 raffigurante l'Assunzione della Vergine.
Nella sacrestia sono presenti tele del XVI secolo del pittore Francesco Brea.
Un'importante ristrutturazione è stata conclusa nel 2024.